# 155-та вулиця (Мангеттен)
155-та вулиця (англ. 155th Street) — перехресна вулиця, що розділяє райони Гарлем і Вашингтон-Гайтс у Нью-Йоркському боро Мангеттен. Це найпівнічніша зі 155 міжміських вулиць, накреслених у плані Уповноважених 1811 року, який встановив сітку пронумерованих вулиць на Мангеттені.
Вулиця складається з верхньої та нижньої частин, з’єднаних лише крутими пішохідними сходами. Верхня частина починається на Вест-Сайді від Ріверсайд-драйв, перетинаючи Бродвей, Амстердам-авеню та авеню Святого Миколая. На площі Святого Миколая рельєф різко падає, утворюючи Куганс-Блаф. 155-та вулиця проходить по віадуку 155-ї вулиці довжиною 490 м, визначній пам'ятці міста, побудованій у 1893 році, яка спускається вниз до річки Гарлем, продовжуючи рух на міст Макомбс Дам, перетинаючи Гарлем Рівер Драйв. Нез'єднана нижня частина 155-ї вулиці проходить на рівні землі під віадуком, між тупиком на захід від Бредхерст-авеню та службовою дорогою Гарлем Рівер Драйв.
Метро Нью-Йорка обслуговує верхню частину 155-ї вулиці на 155-й вулиці/Ст. Ніколас-авеню на лінії восьмої авеню IND і нижня частина на 155-й вулиці/бульварі Фредеріка Дугласа на Конкурсні лінії IND.